# Antero de Quental
Antero Tarquinio de Quental (Ponta Delgada, 18 aprile 1842 – Ponta Delgada, 11 settembre 1891) è stato un poeta, filosofo e scrittore portoghese.

## Biografia
Nacque a Ponta Delgada, isola di São Miguel, nell'arcipelago delle Azzorre da una famiglia di antica tradizione liberale. Suo nonno, André da Ponte Quental e Câmara, era stato amico del poeta Bocage, mentre suo padre, Fernando de Quental, fu uno dei 7500 “bravos” che nel 1832 sbarcarono a Mindelo con il re Pietro IV. Dopo aver frequentato il Colégio do Pórtico di Ponta Delgada (1852-1853), continuò gli studi a Lisbona (1853-1855) e poi a Coimbra (1856-1858), prima di iscriversi alla Facoltà di Legge di questa città, in cui rimase fino al 1865.
Tuttavia prevalsero i suoi interessi filosofici e letterari, che ne fecero la figura di riferimento intellettuale del mondo studentesco. È proprio in questo periodo che vennero pubblicati i suoi primi libri di poesia: i Sonetos de Antero (1861) e le Odes Modernas (1865). Quest'ultima raccolta contribuì all'esacerbarsi della polemica letteraria poi divenuta celebre con il nome “Bom-Senso e Bom-Gosto”, in cui si contrapponevano il canone cosiddetto lirico-romantico (principalmente
rappresentato da António Feliciano de Castilho e Pinheiro Chagas) e la nuova generazione della poesia “sociale” (tra cui Antero de Quental, Ramalho Ortigão e Teófilo Braga). 
È di questa epoca anche la prosa Defesa da Carta Encíclica de Sua Santidade Pio IX. Tra il 1866 e il 1867, mosso principalmente dalla volontà di mettere in pratica le idee socialiste, intraprese la professione di tipografo, prima a Lisbona e poi a Parigi. Nel 1868 pubblicò l'opuscolo Portugal perante a Revolução de Espanha, in cui sosteneva la necessità di un'unione federale iberica, e nel 1869 compì un viaggio in Nord America, visitando New York e Halifax.
Al ritorno da questo viaggio cominciò a formarsi a Lisbona il gruppo del cosiddetto “Cenacolo”, di cui fecero parte, tra gli altri, anche gli amici José Maria Eça de Queirós, Oliveira Martins e Teófilo Braga, figure di spicco, assieme ad Antero, della cosiddetta Generazione del 70 (Geração de 70). Molti di coloro che parteciparono a queste riunioni, che Eça definì «un centro di spirito, di fantasia e di idee», contribuiranno poi alla realizzazione delle “Conferenze democratiche” del 1871, di cui Antero sarà mentore e figura principale, presentando la polemica conferenza Causas da Decadência dos Povos Peninsulares. Nel 1872 pubblicò Primaveras Românticas, una raccolta di versi giovanili, mentre cresceva costantemente l'impegno politico, sia tramite la diffusione del pensiero socialista mediante opuscoli e interventi su riviste e giornali, sia attraverso il contributo alla realizzazione di una delegazione portoghese dell'Internazionale. 
Tormentato da uno stato di salute instabile, nel 1882 si ritirò in una piccola cittadina costiera, Vila do Conde, dove resterà, eccetto brevi interruzioni, fino al 1891, dando alla luce alcune delle sue opere più importanti, sia in poesia che in prosa: i Sonetos Completos, A filosofia da Natureza dos Naturalistas (entrambe pubblicate nel 1886) e Tendências Gerais da filosofia na Segunda Metade do Século XIX, apparso sulla Revista de Portugal nei primi mesi del 1890 . Nel giugno del 1891 ritornò a Ponta Delgada dove,  la sera dell'11 settembre dello stesso anno, si tolse la vita . 

## Impatto sulla cultura portoghese
La figura di Antero e la sua genialità di poeta e pensatore ne faranno uno dei punti di riferimento delle generazioni successive e in particolare della cosiddetta Generazione di Orpheu, di cui fecero parte, attorno all'omonima rivista, figure come Fernando Pessoa, Almada Negreiros e Mário de Sá-Carneiro, che vedevano nel poeta di Ponta Delgada un precursore della modernità letteraria portoghese.

## Pensiero filosofico
Poeta di primissimo rilievo nella storia della letteratura portoghese contemporanea, Antero de Quental è un grande protagonista anche di quella della filosofia lusitana. Fin da giovane, fu intellettuale fortemente votato alla riflessione e alla sistematizzazione filosofiche e, se in generale la sua scrittura (anche in versi) e i suoi interventi sono spesso attraversati da una problematizzazione filosofica di fondo, è altrettanto vero che il suo pensiero filosofico ebbe uno specifico percorso critico e teoretico il quale, dopo una gioventù chiaramente debitrice dell'idealismo hegeliano, lo portò nella maturità a produrre i suoi testi di filosofia più originali, in particolare A filosofia da natureza dos naturalistas (1886) e Tendências Gerais da filosofia na Segunda Metade do Século XIX (1890), entrambi pubblicati negli ultimi anni di vita.
In queste opere Antero de Quental elabora il proprio sistema nel contesto del grande dibattito, tipico del XIX secolo, tra scientismo e metafisica, impegnandosi a dimostrare un punto di contatto tra esse: «metafisica e scienza sono due serie convergenti che partono da punti opposti e con leggi di sviluppo diverse; ma, siccome convergenti, s'incontrano: il punto dove s'incontrano e, senza fondersi, si compenetrano, è propriamente la filosofia. La filosofia ha dunque come materia la scienza, come forma la metafisica». Tale sintesi fu da lui descritta come «materialista idealista», una sorta di idealismo inerente al naturalismo, che da un punto di vista critico-teoretico cerca di allontanarsi, tanto da un naturalismo dogmatico appiattito sul puro idealismo hegeliano (definito «epicureismo egoisticamente contemplativo»), quanto dal mero naturalismo empirico di stampo positivista (dunque dal darwiniano struggle for existence).
A questa sintesi tra scienza e metafisica corrisponderebbe, inoltre, quella tra meccanicismo e libertà, e finanche tra materia e spirito, che contraddistingue la teoria del panpsichismo o pandinamismo di Antero, fortemente ispirata alla monadologia di Leibniz e dove echeggiano elementi della filosofia dell'inconscio di Hartmann. In tale quadro, l'evoluzionismo non è negato da Antero de Quental, bensì letto e perfezionato alla luce della metafisica, in particolare delle idee di libertà, coscienza e bene, nella prospettiva finalistica di un trionfo universale della libertà e del bene attraverso l'essere umano: «L'universo aspira infatti alla libertà, ma solo nello spirito umano la realizza [...]. Dormiente e profondamente sotterrata nel mondo inorganico, già mezza sveglia e tuttavia solamente istintiva nel mondo organico, è negli esseri coscienti, è nella società umana che la ragione trova il suo organo. Il processo dell'umanità è quindi essenzialmente un fatto di ordine morale: l'opera così meravigliosamente iniziata dall'incosciente, poteva essere portata a compimento solo dalla coscienza».
Tale forma di spiritualismo anteriano, che investe anche il suo pensiero sulla storia e la politica (fondendosi col socialismo di Proudhon), prospetta l'umana rinuncia all'egoismo, in cui l'io stesso «si dissolve in qualcosa di assoluto». L'idea di una «liberazione finale attraverso il bene» è il culmine di un percorso metafisico che riguarda inoltre questioni teologiche e religiose, sempre affrontate da Antero al di fuori della tradizione cattolica (abbandonata in gioventù), e che invece gli stessi contemporanei di Antero (come l'amico Oliveira Martins) compararono al Buddhismo (ciò fece peraltro lo stesso autore azzoriano). 
Tra le sue affermazioni filosofico-teologiche, pregne della sua vibrante tensione morale, vi è questa: «la coscienza del giusto è l'unico tempio dell'unico Dio». 

## Antero de Quental in Italia
In Italia, i primi a interessarsi all'opera di Antero de Quental furono, già nel XIX secolo, lo scrittore siciliano Tommaso Cannizzaro - che ebbe con l'autore una fitta corrispondenza epistolare e che fu anche il primo traduttore italiano dei sonetti (1898) - e l'erudito e bibliofilo Emilio Teza. All'opera di Antero hanno dedicato degli studi alcuni dei più ragguardevoli lusitanisti italiani, tra cui Giacinto Manuppella, Guido Battelli, Giuseppe Carlo Rossi, Luciana Stegagno Picchio e Antonio Tabucchi. Quest'ultimo, tra l'altro, gli dedicò anche uno degli scritti inclusi nella raccolta Donna di Porto Pim . Alcuni autografi di Antero, appartenuti a Joaquim de Araújo (a sua volta scrittore ed ex-console portoghese a Genova), tra cui il manoscritto di A Poesia na Actualidade, sono conservati presso la Biblioteca Marciana di Venezia.

## Opere principali
- Sonetos de Antero (1861)
- Odes Modernas (1865, poi ripubblicato senza la "Nota Final" nel 1875).
- Bom Senso e Bom Gosto (1865)
- A Dignidade das Letras e as Literaturas Oficiais (1865)
- Defesa da Carta Encíclica de Sua Santidade Pio IX
- Portugal perante a Revolução de Espanha (1868)
- Causas da Decadência dos Povos Peninsulares nos últimos três séculos (1871)
- Primaveras Românticas (1873)
- Considerações sobre a Filosofia da História Literária Portugueza
- A Poesia na Actualidade (1881, pubblicato inizialmente come saggio introduttivo del volume Lira Íntima, di Joaquim de Araújo)
- Sonetos Completos (1886)
- A Filosofia da Natureza dos Naturalistas
- Tendências Gerais da filosofia na Segunda Metade do Século XIX

## Traduzioni e studi monografici in italiano
- A. de Quental, Sonetti Completi, traduzione di Tommaso Cannizzaro, Messina : Tip. Dell'editore, 1898.
- A. de Quental, Sonetti, a cura di Brunello de Cusatis, Palermo, Novecento, 1991.
- A. de Quental, Cause della decadenza dei popoli peninsulari, Perugia, Urogallo, 2014
- Gori, Barbara, Antero de Quental. Memorie di una coscienza, Genova, Liberodiscrivere, 2009.
- Franceschini, Fabrizio (a cura di), Amore lotte pessimismo morte. Dodici sonetti di Antero de Quental, Pisa, Felici Editore, 2011